# Archenemy
Archenemy és una pel·lícula independent de thriller de superherois del 2020 escrita i dirigida per Adam Egypt Mortimer basat en una història que Mortimer va crear amb Lucas Passmore. Joe Manganiello, que també va produir la pel·lícula, protagonitza el paper principal al costat de Skylan Brooks, Paul Scheer, Glenn Howerton, Zolee Griggs i Amy Seimetz .
Archenemy es va estrenar a Beyond Fest el 7 d'octubre de 2020. La pel·lícula es va estrenar l'11 de desembre de 2020 per RLJE Films.

## Argument
Un adolescent coneix un home misteriós anomenat Max Fist, que afirma que va perdre els seus superpoders després d'arribar d'una altra dimensió. Junts, surten al carrer per acabar amb un cap del crim cruel i el seu sindicat local de drogues.

## Repartiment
- Joe Manganiello com a Max Fist
- Skylan Brooks com a hàmster
- Zolee Griggs com a Indigo
- Paul Scheer com a Krieg
- Amy Seimetz com a Cleo Ventrik
- Glenn Howerton com a el Mànager

## Producció
El novembre de 2019, es va anunciar que Joe Manganiello, Glenn Howerton i Amy Seimetz s'havien unit al repartiment de la pel·lícula, dirigida per Adam Egypt Mortimer a partir d'un guió que va escriure, a partir d'una història de Mortimer i Lucas Passmore, produïda per Joe Manganiello  juntament amb Daniel Noah, Elijah Wood, Kim Sherman, Lisa Whalen i Nick Manganiello.
La Fotografia principal va començar el 9 de desembre de 2019 i va concloure el gener de 2020.

## Llançament
El juliol de 2020, es va anunciar que RLJE Films havia adquirit els drets de distribució de la pel·lícula. Es va estrenar al Beyond Fest el 7 d'octubre de 2020. També es va projectar al LIII Festival Internacional de Cinema Fantàstic de Catalunya l'octubre de 2020. Va ser llançada l'11 de desembre de 2020.
El primer cap de setmana, la pel·lícula va recaptar 54.570 dòlars. I el seu segon cap de setmana 27.640 dòlars. El tercer cap de setmana, la pel·lícula va recaptar 24.851 dòlars. El seu quart cap de setmana 9.897 $ més.

## Recepció
A l'agregador de ressenyes Rotten Tomatoes, Archenemy té una puntuació d'aprovació del 74 % basada en 57 ressenyes, amb una valoració mitjana de 6.2/10. El consens dels crítics del lloc web diu: "Archenemy no segueix algunes de les seves idees més interessants, però l'actuació principal de Joe Manganiello i la contagiosa energia bruta de la pel·lícula fan que sigui una divertida aventura d'acció." Metacritic informa d'una puntuació de 57 sobre 100 basada en set ressenyes crítiques, que indiquen "crítiques mixtes o mitjanes".

## Possible seqüela
El desembre de 2020, mentre parlava a Bloody Disgusting, Mortimer va confirmar una "Vortex Trilogy" formada per Daniel Isn't Real, Archenemy , i una tercera pel·lícula planificada, dient "marca les meves paraules, farem una tercera pel·lícula de la Trilogia Vortex que farà que Daniel torni i obligarà a Max, d'alguna manera, a fer-hi front. Una crisi de vòrtexs infinits que s'uneixen com a molts dels personatges d'ambdues històries, ja que podem encaixar per a un veritable crossover de terror còsmic/acció còsmica!"